# Steve Zakuani
Steve Zakuani (ur. 9 lutego 1988) to kongijsko-angielski piłkarz.

## Kariera

### Juniorska
Zakuani urodził się w Zairze (obecnie Demokratyczna Republika Konga), ale jako małe dziecko przeniósł się wraz z rodziną do Londynu. Występował w zespole młodzieżowym Arsenalu Londyn do 14 roku życia, później w 2002 roku wziął udział w Tillburg Tournament, który odbywał się Holandii. Następnie między 2004 a 2007 rokiem grał w Independent Football Academy, aż w 2007 roku zapisał się do University of Akron w Stanach Zjednoczonych. Jako student drugiego roku zdobył 20 goli i 7 asyst, oraz zajął drugie miejsce w klasyfikacji Hermann Trophy, nagrody przyznawanej najlepszemu zawodnikowi piłkarskiemu na uczelni.
W 2008 roku Zakuani występował w Cleveland Internationals w USL Premier Development League.

### Profesjonalna
Zakuani został wybrany do Seattle Sounders FC jako numer jeden w 2009 MLS SuperDraft i odrzucił ofertę podpisania kontraktu, którą otrzymał od Preston North End.
19 marca 2009 roku Zakuani zadebiutował w MLS, w otwierającym sezon spotkaniu przeciwko New York Red Bulls, gdy w 68. minucie spotkania zmienił na boisku Sannę Nyassi'ego. Swojego pierwszego gola w lidze zdobył 4 kwietnia 2009 roku przeciwko Toronto FC. W 2014 grał w Portland Timbers, w którym zakończył karierę.

## Sukcesy

### Seattle Sounders
- Lamar Hunt U.S. Open Cup (1): 2009